# كاثرين كولونا
كاثرين كولونا (بالفرنسية: Catherine Colonna)‏ مواليد 16 أبريل 1956، سياسية فرنسية دبلوماسية. بعدما حصلت على التعليم في معهد الدراسات السياسية بباريس، قامت بتكوين رصيد مهني ديبلوماسي بعد رؤيتها التعليمية في المدرسة الإدارية التعليمية. وفي عام 1988، أحضرت طريقة Maurice Faure إلى مهنة المستشارين وفي عام 1989 أصبحت وزيرة الخارجية وشغلت منصب في مركز التحليل. في عام 1993 إلى جانب كونها وزيرة الخارجية ل ألان جوبيه أحضرها دومينيك دو فيلبان لتكون المتحدثة الرسمية باسم الوزارة. وبين عامي 1995 _2004 في فترة حكم جاك شيراك كانت المتحدثة الرسمية باسم رئيس الجمهورية. وفي نهاية عام 2004 استقالت من عملها لتصبح مدير عام للمركز الوطني السينمائي، وبين عامي 2005 - 2007 تبوأت مركز وزارة الأعمال الأوروبية، وبين عامي 2008 -2010 شغلت منصب ممثل دائم لليونيسكو.وفي أغسطس 2014 تم تعيينها سفيرة في روما.

## عملها
من 2 يونيو 2005 إلى 15 مارس 2007 : كانت وزيرة الشئون الخارجية في nezdin ، والمسئولة عن الشئون الأوروبية.

## وظائفها الأخرى
- من 19 مايو 1995 إلى 22 سبتمبر 2004 : شغلت منصب المتحدث الرسمية باسم رئاسة الجهورية.
- من 22 سبتمبر2004 إلى 2 يونيو 2005 : شغلت منصب مدير عام للمركز الوطني السينمائي.
- من 23 سبتمبر 2004 إلى 2 يونيو 2005 : شغلت منصب مدير المدرسة الثانوية للمظهر الوطني والتقنيات الصوتية.
- من 26مارس 2008 إلى 22 ديسمبر 2010 : شغلت منصب الممثل الدائم لليونيسكو.
- الأول من سبتمبر 2014 : شغلت منصب سفيرة فرنسا في روما.